# Mišič
Mišič je priimek več znanih Slovencev:
- Aleš Mišič, novinar
- Boštjan Mišič, radijski moderator
- David Mišič, arhitekt
- Drago Mišič (1921- ?), gradbenik
- Gašpar Gašpar-Mišič (*1966), navtik, politik
- Ksenija Mišič (*1963), igralka
- Luka Mišič, pravnik, strok. za delovno in socialnjo pravo (PF UL)
- Matej Mišič (*1983), hokejist
- Miha Mišič (1949-2017), geolog
- Miha Mišič (*1982), novinar